# Kay Kâwus Ier
Pour l’article homonyme, voir Kay Kawus.
`Izz ad-Dîn Kay Ka'us ben Kay Khusrû, Kay Kâwus Ier est un sultan seldjoukide de Roum. Il est le fils aîné de Kay Khusraw Ier. Il succède à son père en 1211 jusqu'à sa mort en 1220.

## Biographie

### La succession
En 1211, lors du décès de son père Kay Khusraw Ier, les deux frères cadets de Kay Kâwus lui disputent le trône. Le premier, le futur Kay Qubadh Ier défie Kay Kâwus depuis la forteresse de Tokat. Il bénéficie de l'appui du roi Léon II d'Arménie et de l'émir danichmendide alors souverain indépendant à Erzurum. le second, Kay Feridun, met en péril le port d'Antalya récemment conquis, en faisant appel aux croisés Francs résidant à Chypre. En partant de Malatya, Kay Kâwus prend Kayseri puis Konya ce qui amène les Danichmendides à changer de camp. Il s'empare de ses deux frères qu'il fait séquestrer dans une forteresse.
Pendant cette période très dangereuse pour son pouvoir et ses possessions, Kay Kâwus signe un traité de paix avec l'empereur byzantin Théodore Ier Lascaris de Nicée. Grâce à ce traité les hostilités entre les Seldjoukides et l'empire de Nicée vont se limiter à quelques incidents de frontière.

### La frontière Est et la cinquième croisade
Antalya et la frontière Ouest sont en sécurité cela permet à Kay Kâwus de s'occuper de sa frontière Est et au déroulement de la cinquième croisade. Kay Kâwus fait alliance avec les croisés ce qui contraint les Ayyoubides à se battre sur deux fronts.

### Conquête de Sinope
La contribution la plus significative de Kay Kâwus dans la constitution de l'état seldjoukide est la conquête du port de Sinope sur la mer Noire.
En 1214, les Turcs prennent Alexis Ier grand Comnène de Trébizonde au cours d'une partie de chasse en dehors de la ville. La négociation pour la libération de l'otage apporte au Kay Kâwus le port de Sinope et la suzeraineté sur une partie la côte de la mer Noire à l'est de Sinope. Les deux ports peuvent être reliés : Sinope sur la Mer Noire et Antalya sur la Méditerranée permettent de faire un intense commerce de transit à travers l'Anatolie. Le sultanat de Roum constitue alors une frontière étanche entre Trébizonde et Constantinople. Le dimanche 1er novembre, Kay Kâwus et Alexis Ier se rencontrent puis ce dernier est invité à rejoindre Trébizonde. Néanmoins après cet échange le commerce entre les Seldjoukides et les Byzantins continue et s'étend vers la Chine et la Perse mais aussi vers la péninsule de Crimée. Kay Kâwus nomme un Arménien pour gouverner cette population mélangée de Grecs, des Turcs. 
En 1215, les murs de la ville de Sinope sont restaurés sous la supervision d'un architecte grec. Quinze émirs seldjoukides ont participé aux dépenses de construction. Une inscription bilingue grec et arabe sur la tour proche de la porte de l'Ouest, célèbre cet événement. 
En 1216, Il tente vainement de prendre Alep aux Ayyoubides. Il entretient de bonnes relations avec le calife abbasside An-Nasir.
Kay Kawus décède de la tuberculose en 1220. 

## L'œuvre
En 1217, Kay Kâwus fait construire la mosquée dite à Sivas. Cet édifice est à la fois une mosquée, un hôpital et une école de médecine. Le mausolée de Kay Kâvus est situé dans l'iwan Sud sous un dôme conique. La façade est recouverte par un poème écrit par Kay Kâwus. Dans le but de favoriser le commerce entre les deux ports de Sinope et d'Antalya, il fait construire des  caravansérails : Hekim han et Evdir han,. Cette œuvre sera poursuivie par ses successeurs.
Kay Kâwus était lui-même poète, il écrivait en persan. Il a exercé les fonctions de mécène et s'est intéressé au soufisme, en particulier en la personne d'Ibn Arabî.